# Gamarús de Lapònia

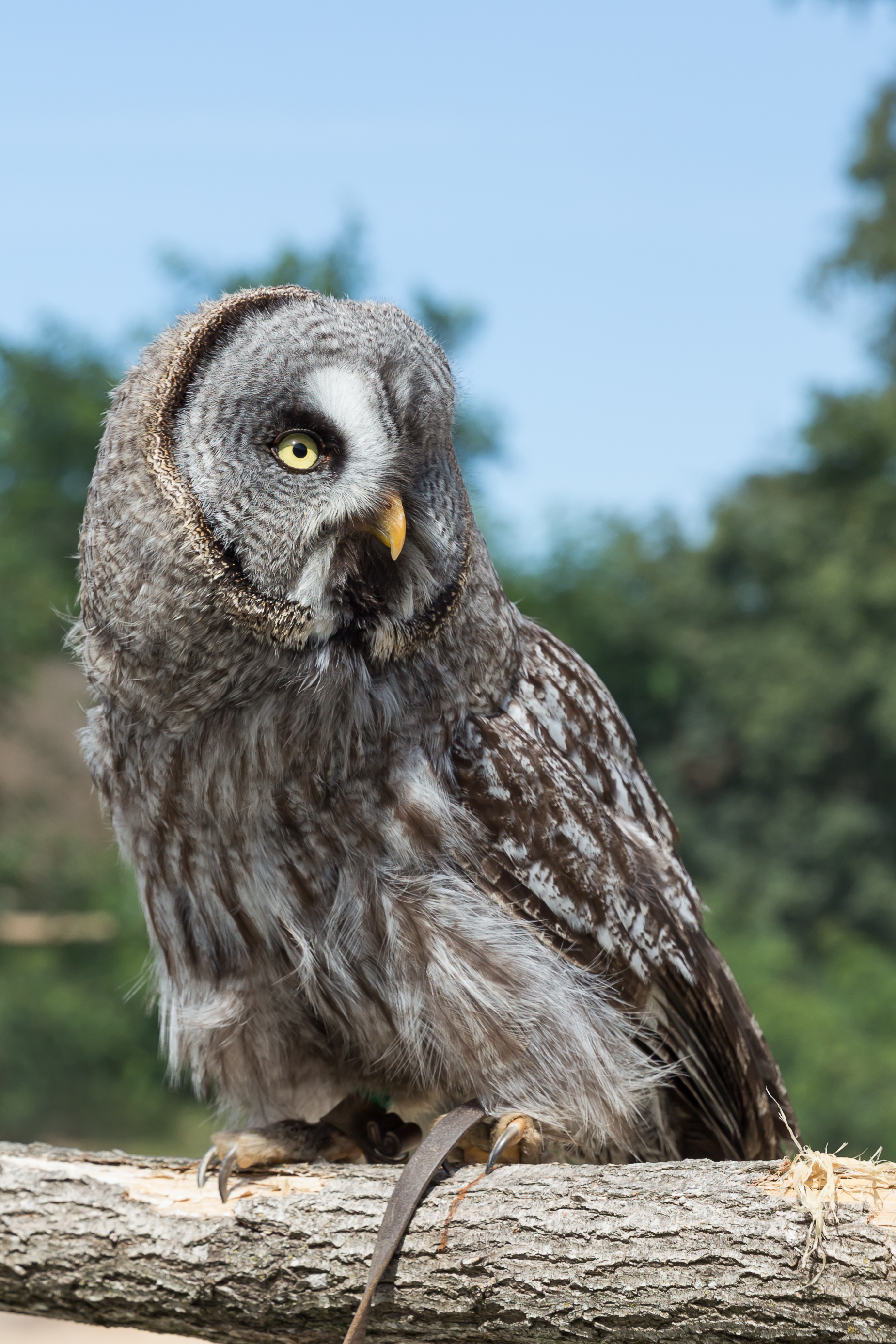

El gamarús de Lapònia (Strix nebulosa) és una espècie d'ocell de la família dels estrígids (Strigidae) i l'ordre dels estrigiformes (Strigiformes). Habita zones septentrionals de l'hemisferi nord. El seu estat de conservació es considera de risc mínim.
És el rapinyaire nocturn major d'Europa, després del duc.

## Morfologia
Fa 61-84 cm de llargària, amb un pes de 700-1800 grams, essent les femelles més grans que els mascles.
Els adults tenen un cap gran i arrodonit amb cara grisa i ulls grocs amb una sèrie de cercles concèntrics al voltant d'ells.
El ventre és clar amb ratlles fosques i les parts superiors són de color gris amb barres pàl·lides.
Aquest mussol no té flocs al cap, a la manera del duc, i compta amb el major disc facial d'entre tota la família.

## Hàbitat i distribució
Habita els boscos densos de coníferes de la taigà, a prop de zones obertes, com les praderies o pantans. Es reprodueixen a Amèrica del Nord des de Quebec cap a l'oest fins a la costa del Pacífic i a Euràsia per tot el nord d'Àsia fins a Finlàndia i Estònia. Són ocells sedentaris, però es poden desplaçar cap al sud quan el menjar escasseja.

## Reproducció
No construeixen nius, aprofitant els d'altres aus grans com ara rapinyaires diürns. També nien en arbres trencats o en cavitats en grans troncs. La posta es produeix entre els mesos de març i maig. El nombre més freqüent d'ous és el de 4 - 5, que cova la femella entre 28 i 36 dies, mentre el mascle l'alimenta. La major part de les cries romanen a prop del lloc on han nascut molts mesos després de l'emplomallada.
L'abundància d'aliments a la zona afecta el nombre d'ous, una característica en la que coincideix amb altres espècies boreals de la mateixa família.

## Llistat desubespècies
- Strix nebulosa lapponica Thunberg 1798. D'Euràsia Septentrional.
- Strix nebulosa nebulosa Forster,JR 1772. D'Amèrica del Nord.[7]